# 许戫
许戫（?—?），字季轶，会稽郡阳羡县（今江苏省宜兴市南）人，东汉时期人物，許荊之孫。
许戫喜好儒学，因明经通史被推荐，任官至光祿勳。光和四年（181年）九月，太尉刘宽因为日食免职，卫尉许戫接替刘宽任太尉（三公之一），任內奉承宦官，收取賄賂，不敢彈劾宦官子弟。光和五年（182年）十月，因为水旱灾害和征辟官员的错漏，许戫被免除太尉之位，杨赐继任。